# Renault do Brasil
 (novembre 2023).
La mise en forme du texte ne suit pas les recommandations de Wikipédia : il faut le « wikifier ».
Les points d'amélioration suivants sont les cas les plus fréquents. Le détail des points à revoir est peut-être précisé sur la page de discussion.
- Les titres sont pré-formatés par le logiciel. Ils ne sont ni en capitales, ni en gras.
- Le texte ne doit pas être écrit en capitales (les noms de famille non plus), ni en gras, ni en italique, ni en « petit »…
- Le gras n'est utilisé que pour surligner le titre de l'article dans l'introduction, une seule fois.
- L'italique est rarement utilisé : mots en langue étrangère, titres d'œuvres, noms de bateaux, etc.
- Les citations ne sont pas en italique mais en corps de texte normal. Elles sont entourées par des guillemets français : « et ».
- Les listes à puces sont à éviter, des paragraphes rédigés étant largement préférés. Les tableaux sont à réserver à la présentation de données structurées (résultats, etc.).
- Les appels de note de bas de page (petits chiffres en exposant, introduits par l'outil «  Source ») sont à placer entre la fin de phrase et le point final[comme ça].
- Les liens internes (vers d'autres articles de Wikipédia) sont à choisir avec parcimonie. Créez des liens vers des articles approfondissant le sujet. Les termes génériques sans rapport avec le sujet sont à éviter, ainsi que les répétitions de liens vers un même terme.
- Les liens externes sont à placer uniquement dans une section « Liens externes », à la fin de l'article. Ces liens sont à choisir avec parcimonie suivant les règles définies. Si un lien sert de source à l'article, son insertion dans le texte est à faire par les notes de bas de page.
- La présentation des références doit suivre les conventions bibliographiques. Il est recommandé d'utiliser les modèles {{Ouvrage}}, {{Chapitre}}, {{Article}}, {{Lien web}} et/ou {{Bibliographie}}. Le mode d'édition visuel peut mettre en forme automatiquement les références.
- Insérer une infobox (cadre d'informations à droite) n'est pas obligatoire pour parachever la mise en page.

Pour une aide détaillée, merci de consulter Aide:Wikification.
Si vous pensez que ces points ont été résolus, vous pouvez retirer ce bandeau et améliorer la mise en forme d'un autre article.
Renault do Brasil, anciennement Renault do Brasil Automoveis, est la filiale brésilienne du constructeur automobile français Renault. Elle a été créée en 1997 et est le cinquième constructeur automobile du Brésil en termes de ventes[Quand ?]. En 2012, le Brésil était le deuxième marché de Renault.

## Historique
Renault est présent au Brésil depuis les années 1960, initialement à travers un partenariat avec la société américaine Willys-Overland, qui produisait sous licence les voitures du constructeur automobile français. Fin 1961, Willys présente l'Interlagos, une copie de l'Alpine A110, produisant également d'autres modèles, comme la Dauphine et la Dauphine Gordini, jusqu'en 1968. Cette année-là, Willys Overland vendit ses opérations à Ford do Brasil, qui hérita du "projet M". Ce projet, développé par le partenariat Renault et Willys, a abouti au lancement de la Ford Corcel, une voiture dont le style peut être considéré, en gros, comme une version américanisée de la Renault 12 avec un moteur CH1.
Dans les années 1970, le Brésil a mis fin aux importations de voitures et Renault n'est revenu qu'en 1992, lorsque les activités argentines et brésiliennes de l'entreprise ont été reprises par la société holding COFAL SA. En 1997, Renault reprend le contrôle de ses opérations en Argentine et au Brésil. Au Brésil, Renault a créé la filiale Renault do Brasil Automoveis. En 1998, elle a ouvert le complexe de fabrication Ayrton Senna à São José dos Pinhais, Curitiba,. Dans le but de financer la construction des installations, Renault a accepté de céder à l'État du Paraná une participation de 40 % en échange de US$1,2 milliard. Cette participation serait en grande partie restituée à Renault après sept ans.
Les premières voitures Renault fabriquées au Brésil furent la Scenic et la Clio (la production de cette dernière a été transférée à Renault Argentine en 2007). L'entreprise a également produit la Megane en versions berline et break, qui a pris fin entre 2010 et 2012. Plus tard, sont entrées en production les Sandero, les Logan et les Duster.

## Opérations
Le complexe Ayrton Senna, d'une superficie de 2,5 millions de mètres carrés, est constitué d'une usine de voitures particulières (carrosserie et assemblage) ouverte en 1998, une usine de moteurs, Mecanica Mercosul, ouverte en 1999, et une usine de véhicules utilitaires légers (VUL), exploitée conjointement avec Nissan.
En août 2011, Renault a annoncé un plan d'investissement de 1,5 milliard de reais pour augmenter la production à 320 000 véhicules d'ici 2015. En 2011, la croissance brésilienne de Renault a été sept fois supérieure à la moyenne du marché, avec 194 300 voitures vendues et une part de marché de 5,7 %. Cette année-là, l’entreprise a produit 256 200 voitures et camionnettes et 332 000 moteurs.
A 41% des voitures, moteurs et pièces produites sont exportées, avec des destinations telles que les filiales Renault en Argentine (22%), en Colombie (13%), en Roumanie et au Mexique (4%).
Le 2 août 2012, Renault a annoncé son intention d'augmenter la production de Mecanica Mercosul de 25 % d'ici 2013.

### Renault Design Amérique Latine
En avril 2008, Renault a ouvert à São Paulo son premier centre de design en Amériques. Le studio de design a également modifié la production Sandero et Logan pour les adapter aux marchés locaux.

### Voitures actuellement[Quand?]en fabrication
- Renault Sandero II (2014-présent)
- Renault Master III (2012-présent)
- Renault Logan II (2013-présent)

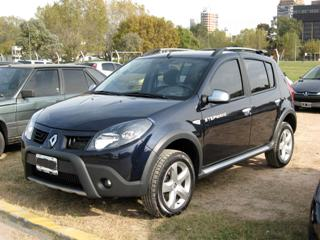
Sandero Stepway fabriqué à São José dos Pinhais

- Renault Duster (octobre 2011 à aujourd'hui[13]
  - Renault Duster Oroch (2015 à aujourd'hui)
- Renault Captur (2016-présent)
- Renault Kwid (2017-présent)

### Voitures anciennement fabriquées
- Renault Clio II (octobre 1999-2007)
- Renault Scénic (janvier 1999-juillet 2010)[14]
- Renault Mégane II (2006–circa 2012)
- Renault Master II (2001–2012)
- Renault Logan I (2007–2013)
- Renault Sandero I (2007–2014)

## Propriété
En 2011, 80,29 pour cent de l'entreprise était contrôlée indirectement par Renault via la holding Compagnie Financière pour L'Amérique Latine (COFAL), qui détenait également des parts dans Renault Argentine et est principalement détenue par le constructeur automobile. Une participation de 19,56 pour cent était détenue directement par Renault de France. L'État du Paraná détenait les actions restantes.